# محمد عبد الإله أحمد
محمد عبد الإله أحمد (مواليد 25 أكتوبر 1976 في بغداد) هو سباح عراقي سابق، متخصص في سباق السباحة الحرة، تنافس أحمد في سباق 50م سباحة حرة رجال في أولمبياد صيف 2000 في سيدني. حصل على تذكرة من الاتحاد الدولي للسباحة، وتحدى سبعة سباحين آخرين في المرحلة الثانية، بمن فيهم خالد القليبي من عُمان (14 عامًا) وسيخونكساي أونكهامفيافونغ من لاوس (17 عامًا). فشل أحمد في التقدم إلى الدور نصف النهائي، حيث احتل المركز الرابع والستين من بين 80 سباحًا في السباقات التمهيدية.

## روابط خارجية
- محمد أحمد على موقع الاتحاد الدولي للسباحة (الإنجليزية)
- محمد أحمد على موقع SwimRankings.net (الإنجليزية)
- محمد أحمد على موقع اللجنة الأولمبية الدولية (الإنجليزية)
- محمد أحمد على موقع أوليمبيديا (الإنجليزية)